# Comptómetro

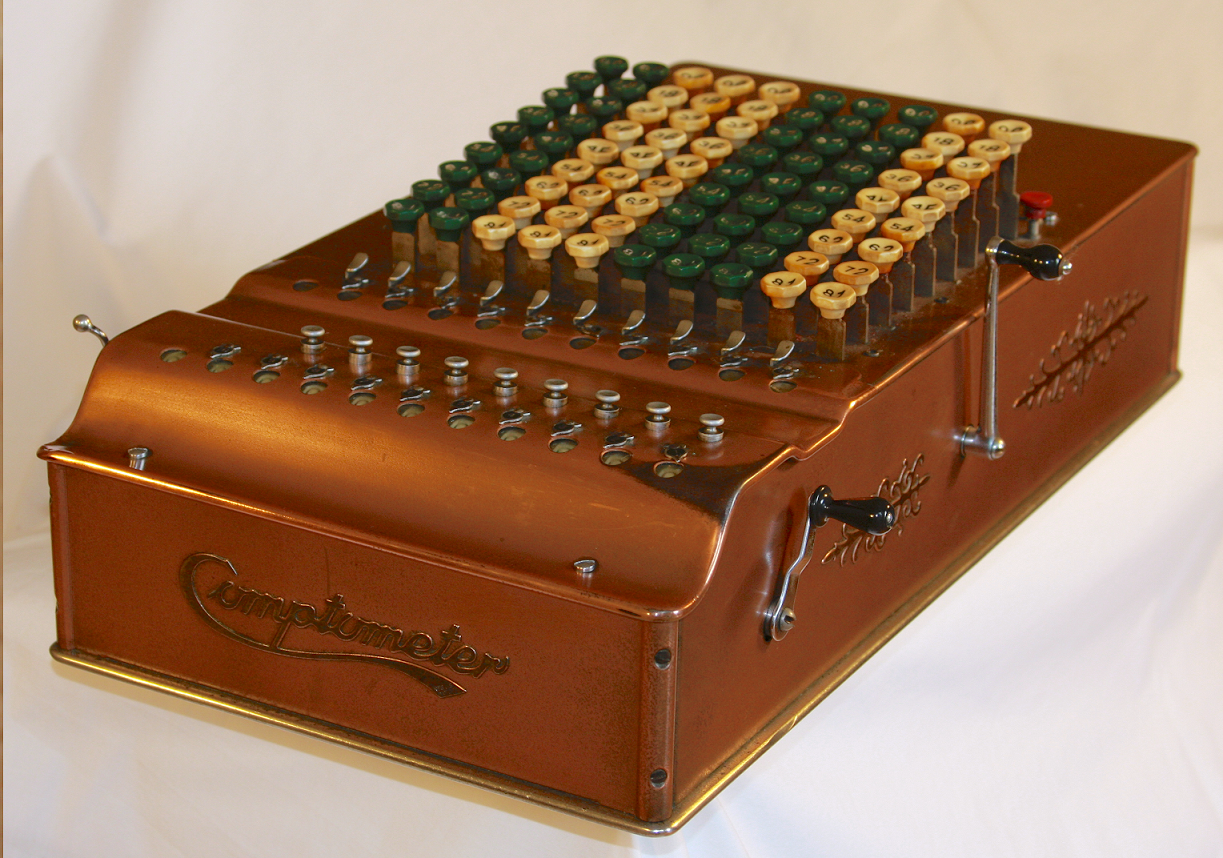
Modelo ST (1930s)

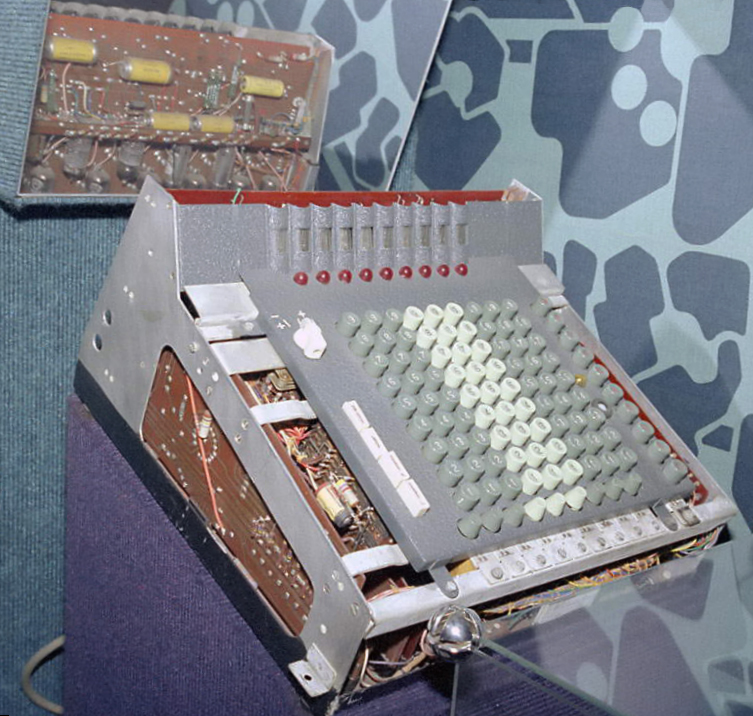
Prototipo de la primera calculadora eléctrica de escritorio vendida por Sumlock Comptometer Ltd del Reino Unido

El Comptómetro (nombre original en inglés: Comptometer) fue la primera calculadora mecánica de tecla pulsada con éxito comercial, patentada en los Estados Unidos en 1887 por Dorr E. Felt.
Una calculadora de tecla pulsada era extremadamente rápida, porque cada tecla suma  su valor al acumulador tan pronto como se presiona, y un operador experto puede introducir todos los dígitos de un número a la vez, usando tantos dedos como se requiere, por lo que a veces es más rápido de usar que las calculadoras electrónicas. En consecuencia, en aplicaciones especializadas, el Comptómetro permaneció en uso, en cantidades limitadas, hasta la década de 1990. Pero con la excepción de las piezas de museo, todos ellos han sido reemplazados por las calculadoras electrónicas y ordenadores.
Fabricado sin interrupción desde 1887 hasta mediados de la década de 1970, se fue mejorando constantemente. Primero se hizo más rápido y fiable, a continuación, se añadió una línea de modelos electromecánicos en la década de 1930, pero especialmente fue la primera calculadora mecánica en recibir un motor calculadora totalmente electrónico en 1961, con el modelo ANITA Mark VII, lanzado al mercado en el Reino Unido por Sumlock Comptometer. Por lo tanto, supuso la creación del vínculo entre las industrias de la calculadora mecánica y de la electrónica.
Aunque el Comptómetro era, sobre todo, una máquina de sumar, también podía hacer restas, multiplicaciones y divisiones. Su teclado constaba de ocho o más columnas de nueve teclas cada una. Los comptómetros especializados con diferentes conjuntos de teclas fueron producidos para distintos propósitos especiales, incluyendo el cálculo de los cambios de divisas, tiempos y pesos imperiales. El nombre de comptómetro fue usado como un nombre genérico para este tipo de máquinas calculadora.

## Historia

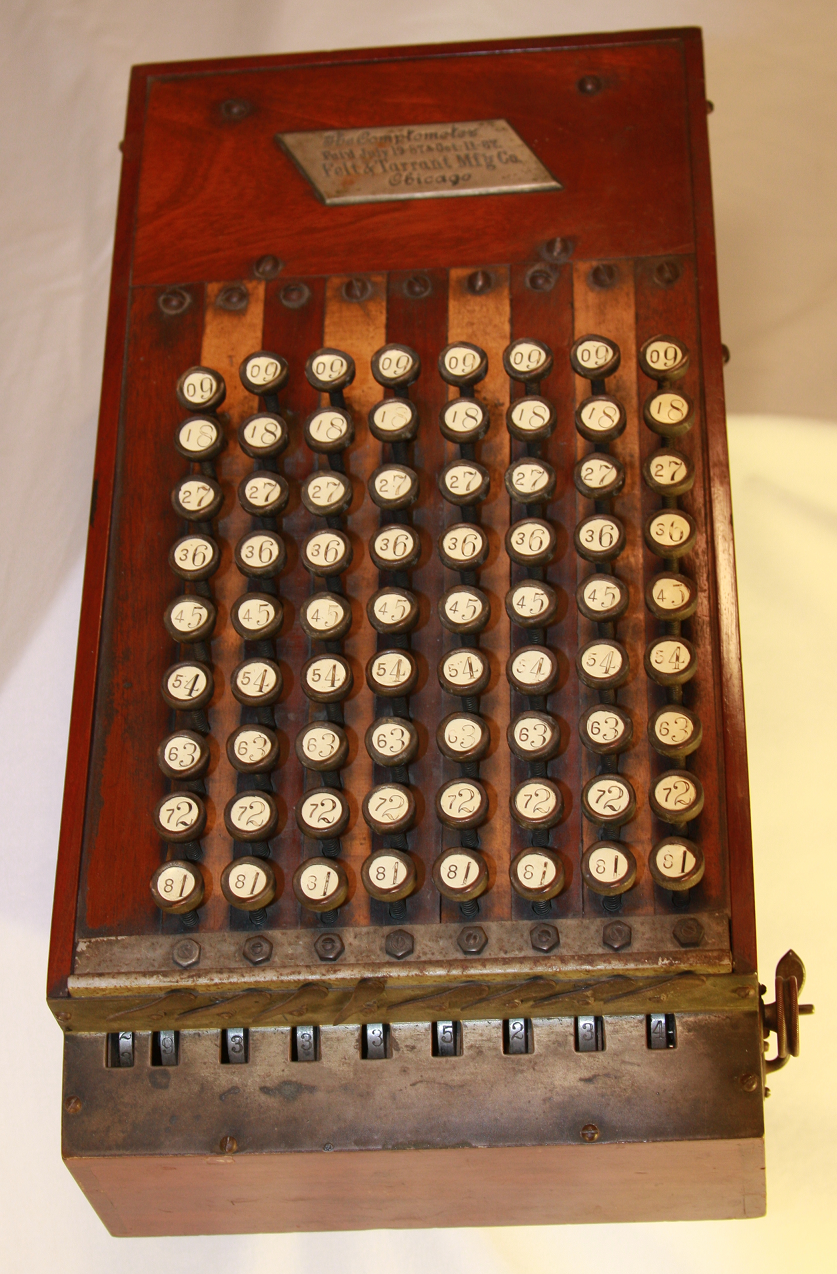
Uno de los primeros comptómetros (1887)

### Orígenes

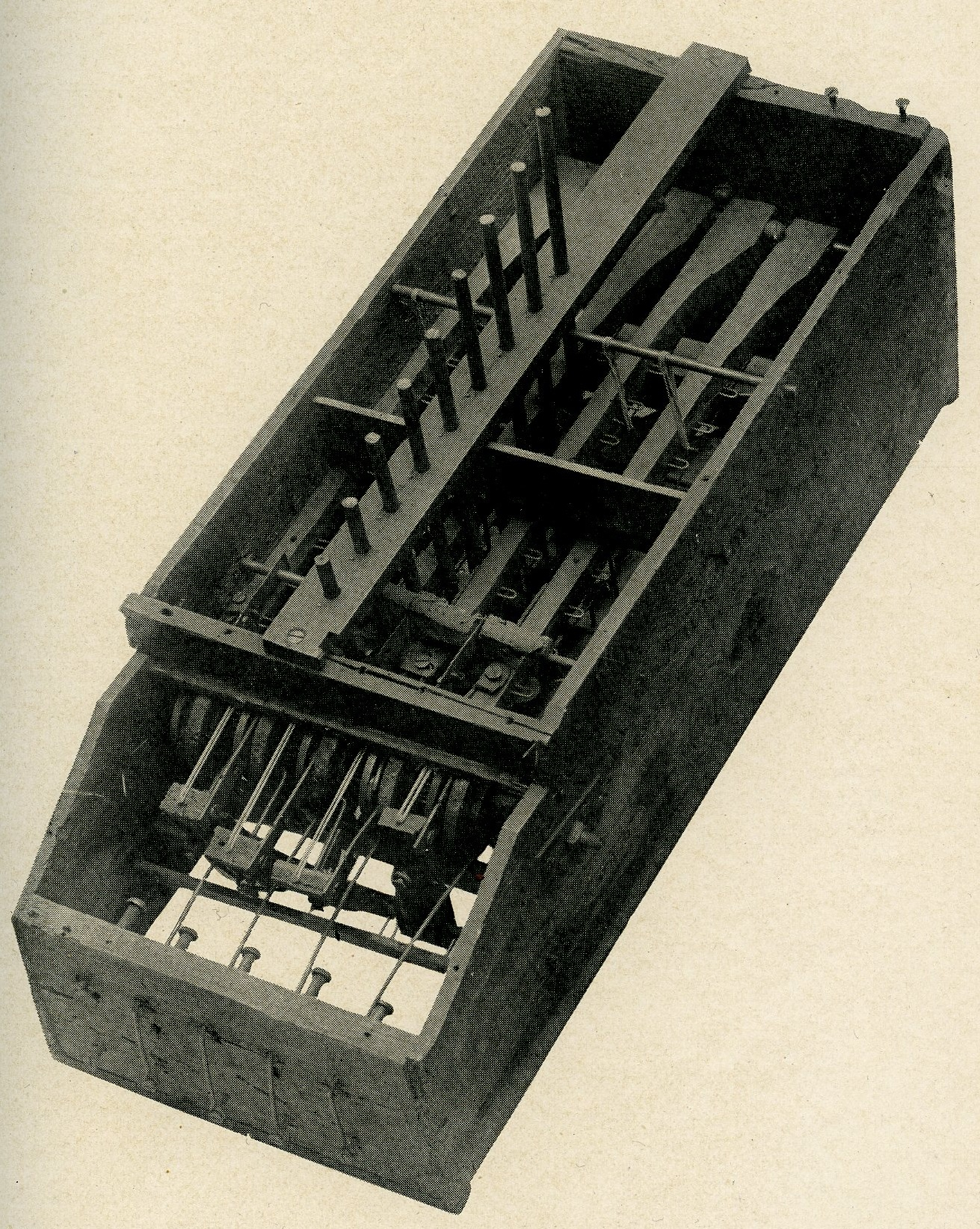
"La caja de macarrones" (1885)

El comptómetro es el descendiente directo de la máquina de tecla pulsada de Thomas Hill, patentada en los EE. UU. en 1857 y de la Pascalina, inventada por Blaise Pascal, en Francia en 1642. El comptómetro fue inventado simplemente reemplazando las ruedas de entrada de la Pascalina por las columnas de llaves de la máquina de Hill. La adición se lleva a cabo de la misma manera, y tanto la Pascalina como el comptómetro hacen uso del método de los 9 complementos para la resta, pero en el caso del comptómetro, es el operador quien debe elegir las teclas correctas para el sustraendo (cada tecla tiene los 9 complementos por escrito en una carta en miniatura al lado).

### Los primeros comptómetros
Dorr Felt comenzó a construir su primer prototipo durante las vacaciones de Acción de Gracias de EE. UU. de 1884. Debido a su cantidad limitada de dinero, utilizó una caja de macarrones para la carcasa exterior, y pinchos, grapas y gomas elásticas para el mecanismo interior. Se terminó poco después del día de Año Nuevo, en 1885. Este prototipo, llamado la caja de macarrones, se encuentra en la Institución Smithsonian, en Washington D. C., EE. UU.
Poco después, Robert Tarrant, el dueño de un taller de Chicago, le dio al Sr. Felt un salario de 6 dólares por semana, una bancada para trabajar y luego añadiría hasta 5000 dólares por construir su primera máquina práctica, que fue terminada en otoño de 1886.
En septiembre de 1887, se habían construido 8 máquinas.

### Comptómetro y Comptógrafo

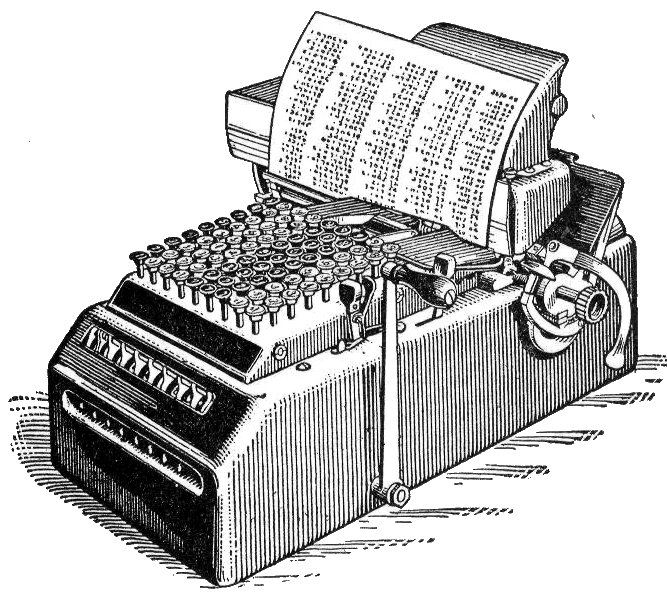
Comptógrafo (1914)

El diseño original del comptómetro fue pantentado por Dorr E. Felt, un ciudadano de los Estados Unidos. Las dos primeras patentes fueron concedías el 19 de julio de 1887 y el 11 de octubre de 1887.
Dos años más tarde, el 11 de junio de 1889, se le concedió una patente para el Comptógrafo. El comptógrafo es un comptómetro con un mecanismo de impresión, por lo que es más como una máquina calculadora con un conjunto de teclas (a pesar de que las teclas se registran a medida que se escriben y no cuando se tira de una manija), por tanto, es más lento y más complicado de manejar. Fue el primer diseño de la máquina de registro añadido ideada para el uso individualizado de impresión, lo que hacia su impresión muy legible.
El primer comptógrafo fue vendido a los comerciantes y fábricas del Banco Nacional de Pittsburgh en diciembre de 1889. Era la primera venta de una máquina de registro añadido. Esta máquina está ahora en exhibición, en el Instituto Smithsonian, en Washington D. C.
Felt & Tarrant Manufacturing Company construyó dos modelos de comptómetros y comptógrafos a lo largo de la década de 1890. En 1902, fue creada la Comptograph Company para fabricar comptógrafos exclusivamente. Por desgracia, fue cerrada a principios de la Primera Guerra Mundial.
Cuarenta años más tarde, a mediados de la década de 1950, Comptometer Corporation reutilizó el nombre de Comptógrafo para una línea de 10 máquinas de impresión más desarrolladas.

### Competición
El comptómetro fue la primera máquina de producción en desafiar la supremacía del aritmómetro y sus clones, pero no de forma inmediata. Se tardaron casi tres años en venderse las primeras cien máquinas.

Calculadoras mecánicas de escritorio en producción durante el siglo XIX

## Empresas y Marcas

Insignias del Comptómetro

### Felt & Tarrant Manufacturing Company
Felt & Tarrant firmó un contrato de colaboración el 28 de noviembre de 1887. La asociación se constituyó como Felt & Tarrant Manufacturing Company, el 25 de enero de 1889.

### Comptograph Company
En 1902, Felt & Tarrant se separaron y se creó una segunda empresa dividiéndose las acciones de ambas compañías, de forma que uno podría poseer la participación y el control de una empresa con el 51% de las acciones y el otro seguiría compartiendo los beneficios con el 49% restantes de las acciones. Sr. Felt se convirtió en el propietario mayoritario de Felt & Tarrant Manufacturin Company y el Sr. Tarrant se convirtió en el propietario mayoritario de Comptograph Company. Felt & Tarrant Manufacturing Company reabsorbió Comptograph Company al comienzo de la Primera Guerra Mundial.

### Comptometer Corporation
Felt & Tarrant Mfg Co se hizo pública en 1947 y cambió su nombre a Comptometer Corporation, en 1957.

### Bell Punch Company – Sumlock Comptometer Ltd
En 1960, la Bell Punch Company compró los derechos británicos en el diseño y la marca comercial del comptómetro, y continuó su desarrollo. En 1961, Sumlock, una división de la Bell Punch Company fue renombrada como The Sumlock Comptometer Ltd. y comenzó a comercializar la primera calculadora de escritorio, toltamente electrónica, la ANITA Mark VII. La totalidad de la división de la calculadora de Bell Punch Company, fue comprada por Rockwell International, en 1973. Salieron del negocio de las calculadoras en 1976 y cerraron todas las operaciones.

### Victor Comptometer Corporation
En 1961, la Comptometer Corporation se fusionó con The Victor Adding Machine Company, y los dos se convirtieron en The Victor Comptometer Corporation. Después de apenas sobrevivir a la revolución del microprocesador, siguieron haciendo negocios hasta hoy, con el nombre de Victor Technology LLC.

## Evolución

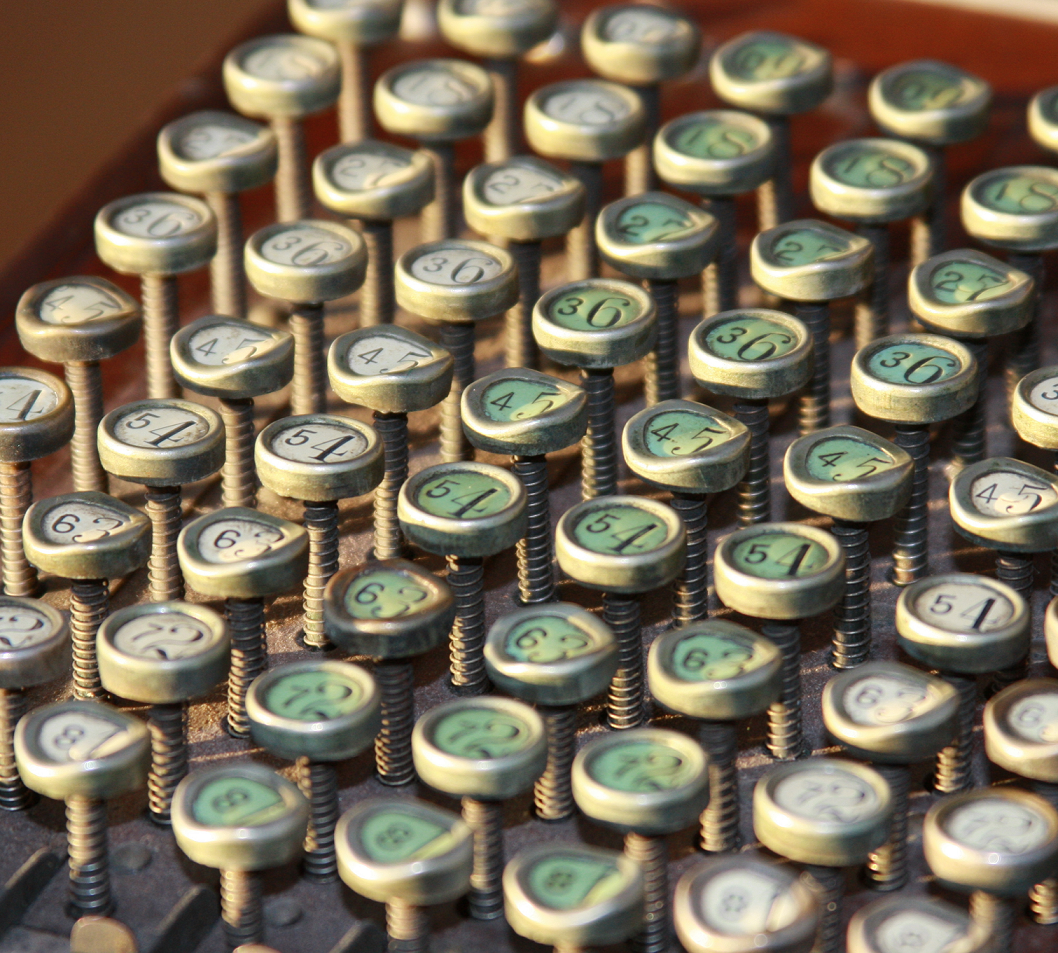
Teclado de una woody (1895)

### Wooden boxes
Las primeras máquinas fueron construidas con cajas de madera, lo que las hacía más ligeras, pero más frágiles al tiempo que pasaron a ser conocidas bajo el nombre de “woodies”. Alrededor de 6500 máquinas llegaron a ser construidas entre 1887 y 1903.
Dos mejoras importantes se incorporaron durante los primeros años de producción: la primera fue la inserción de botones de transporte de inhibición de empuje, para operaciones más rápidas de la resta, y la segunda fue la agrupación en colores de las teclas en columnas (tres por tres, con excepción de las dos primeras columnas que representan centésimas). El sr. Felt mejoró continuamente su máquina con siete patentes presentadas durante los primeros diez años, incluidas las patentes que solicitó para el Comptógrafo.
Cada fila de teclas, se diferencia de la de arriba y de la de abajo por una sensación táctil diferente: las filas pares tienen teclas redondas y levantadas y las filas impares tienen teclas planas y alargadas. Las teclas de las primeras máquinas, con sus llantas de metal, son similares a las teclas de las máquinas de escribir de la misma época. Las teclas de plástico fueron introducidas pronto, pero sus filas no tenían esa diferencia táctil.
Los woodies tenían un mecanismo de tres partes de reducción a cero: una palanca, un tope de palanca, y una perilla. Con el fin de restablecer la máquina, primero se empuja la palanca hacia la parada, se comienza a girar la perilla y se suelta la palanca tan pronto como el resultado del número empiece a moverse. Se continúa girando la perilla hasta que se restablecen todos los números del resultado.

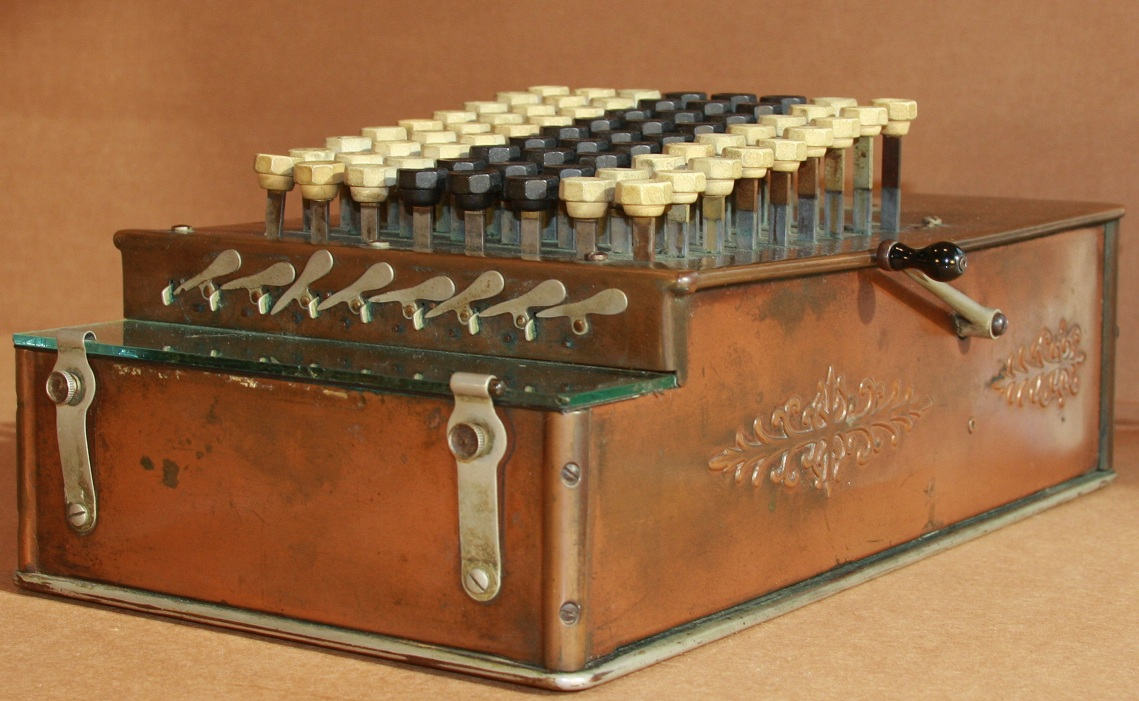
Modelo A (1905)

### Modelo A
Todos los modelos, a partir de este, tienen una carcasa de metal, pero el modelo A tiene un panel de vidrio pulido de la pantalla de salida en la parte delantera. Este modelo fue producido desde 1904 hasta 1906.
Se describe en las patentes 762.520 y 762.521, se introduce un nuevo mecanismo de transporte que reduce la energía necesaria para hacer funcionar las teclas en una cuarta parte de la de su predecesor. También introduce la característica de impresión dúplex que permite pulsar teclas simultáneamente. Y, por último, introduce un mecanismo simplificado que solo requiere de una palanca y un movimiento de vaivén de la misma, para reiniciar la máquina. “La ametralladora de la oficina”, como se le llamaba en algunos anuncios de la Primera Guerra Mundial, estaba empezando a desarrollar la forma y el mecanismo que mantendría durante los siguientes cuarenta años.

### Modelos B,C,D
Estos modelos están construidos desde 1907, hasta 1915. Todos ellos tienen la carcasa de metal, tipo caja de zapatos, que se utilizará hasta el final de La Segunda Guerra Mundial.

### Modelo E

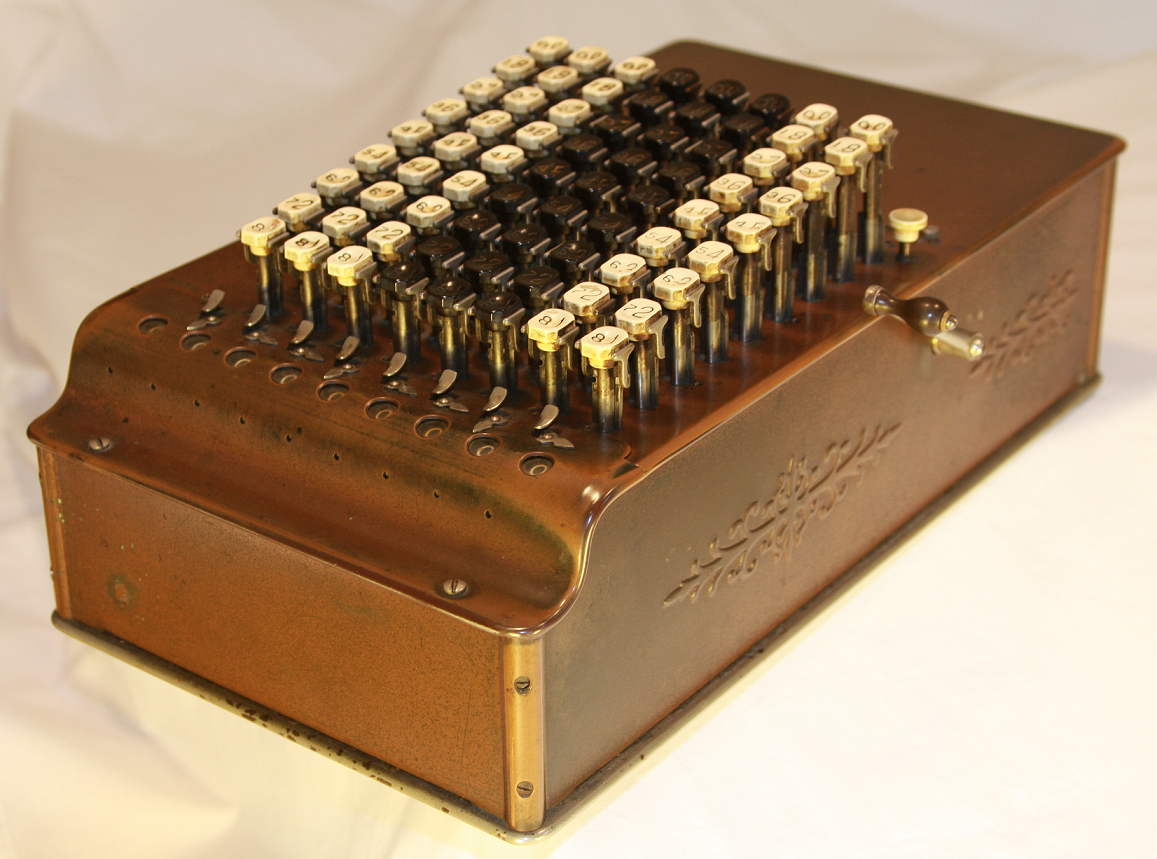
Modelo E "Control de Teclas". Compotómetro con llave de liberación blanca (1914)

Muy pocas máquinas de este tipo fueron construidas, pero todas se hicieron entre 1913 y 1915. Esta fue una máquina de transición, que presentó la garantía “Controlled-Key”, que formaba parte de un mecanismo de detección de errores que bloqueaba la mayor parte del teclado, si una tecla no se presionaba lo suficientemente para sumar su total al resultado. Cuando se activaba este mecanismo, todas las columnas de teclas eran bloqueadas, con excepción de aquella en la que se produjo el error. Por lo tanto, el operador podía encontrar la columna en cuestión, volver a introducir el número y desbloquear el teclado, pulsado la tecla de liberación, con el fin de reanudar las operaciones.
Cada tecla era apoyada en una placa de metal que la rodeaba por tres lados. Esto creó un soporte que se utilizó para bloquear la tecla cuando se activaba el mecanismo de detección de errores. El mecanismo de bloqueo se movió dentro de la caja en los siguientes modelos.

### Modelo F
La producción de este modelo se inició en 1915 y duró cinco años. El mecanismo de detección de errores se mueve dentro de la caja y la tecla de apertura es de color rojo. Esta máquina es la última máquina sin el logotipo Comptometer inscrito en sus paneles frontales y posteriores.

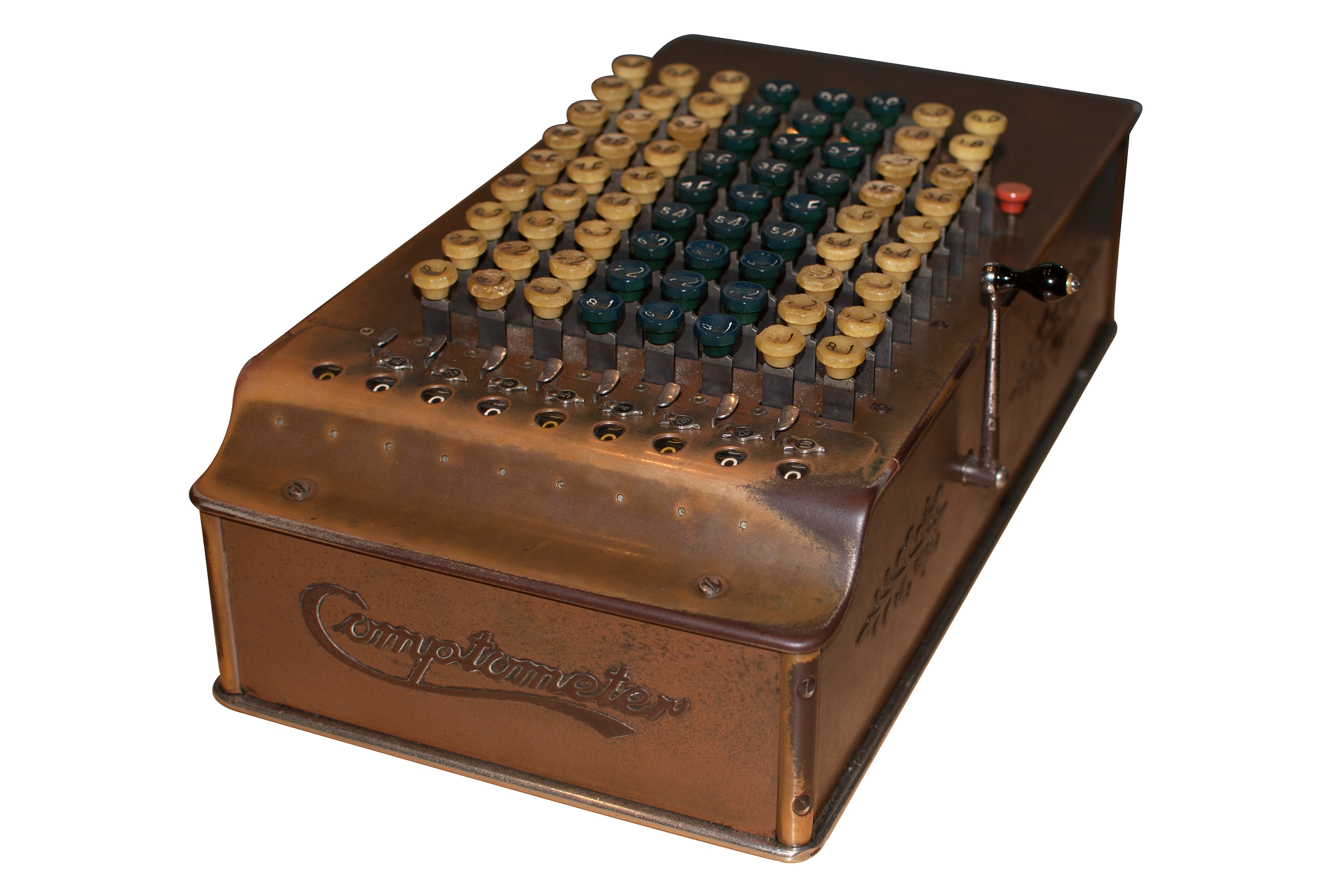
Modelo J (1930s)

### Modelos H, J, ST
Fabricados a partir de 1920, hasta el comienzo de la Segunda Guerra Mundial, estos modelos incorporan todas las mejoras de las máquinas anteriores. El logo Comptometer está inscrito en sus paneles frontales y posteriores y tienen la tecla de desbloqueo roja, que se introdujo con los dos modelos anteriores.
El ST (SuperTotalizer) tiene dos registros de salida de visualización y dos palancas que permiten la creación de los resultados intermedios. Cada tecla pulsada por el operador se añade al registro de pantalla superior creando un resultado intermedio que se añade al registro inferior de la pantalla cuando el operador activa la palanca de la parte superior (también restablece). El registro inferior de la pantalla acumula los resultados intermedios hasta que se aclara, mediante la palanca inferior.
Estos tres modelos son los últimos con el diseño de la caja de zapatos, que se introdujo en 1907 con el modelo B.

### Modelo K
Este modelo eléctrico fue introducido a la mitad de la década de 1930 y tuvo un éxito muy moderado, ya que los modelos mecánicos eran muy fáciles de manejar y menos costosos de mantener.

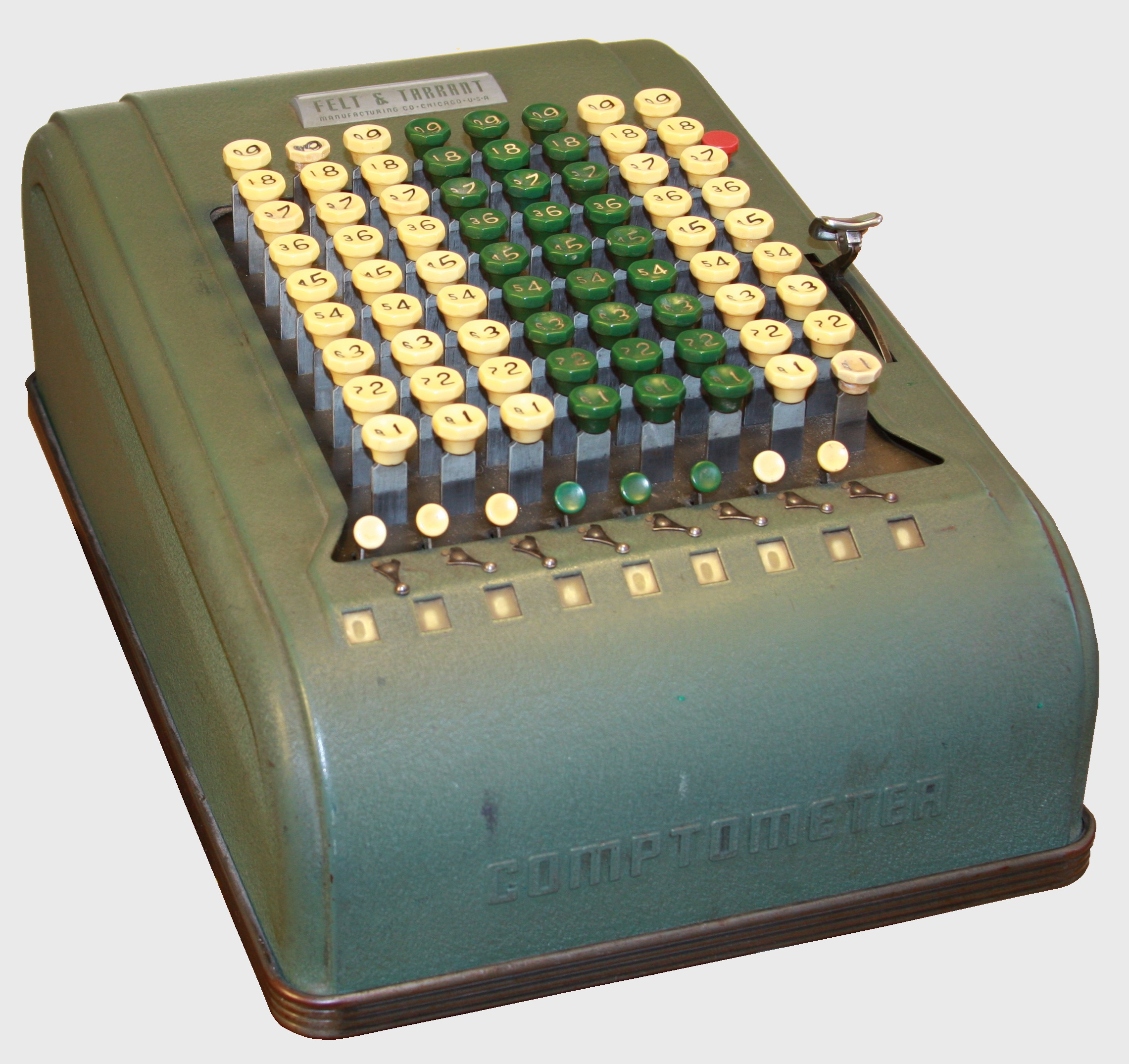
Modelo WM producido durante la Segunda Guerra Mundial

### Modelos M, WM
Introducidos justos antes de la Segunda Guerra Mundial, tenían un nuevo diseño de la caja, que era más simétrica y de forma redonda. El WM fue fabricado durante la Segunda Guerra Mundial con un menor despilfarro del material para el mecanismo.
El WM tenía muchas piezas de aluminio, que eran más propensas a fallar, por lo que el uso de acero se reanudó tan pronto como el acero volvió a estar disponible de nuevo. Mientras la máquina era más ligera, ésta también era más débil.

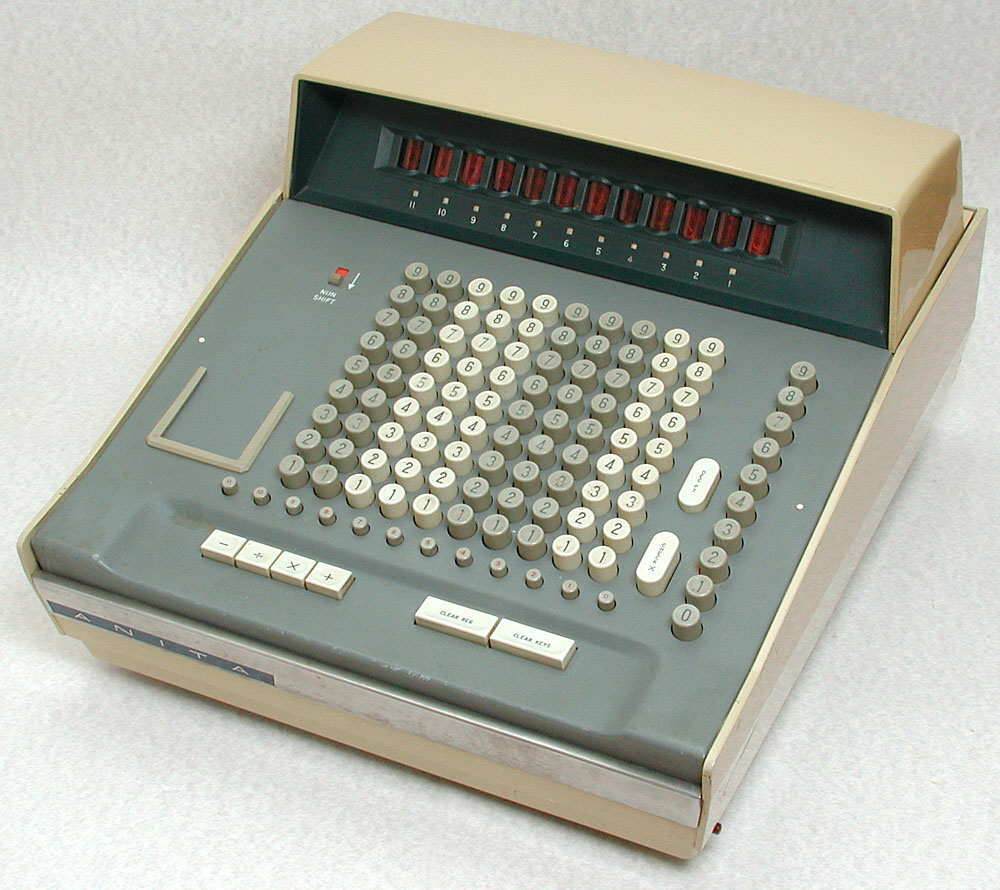
ANITA mark VIII, vendida desde 1962 en el Reino Unido

### Modelos posteriores a la Segunda Guerra Mundial
Los modelos se vuelven más ligeros con el uso del aluminio y los diseños mecánicos interiores, más refinados. Son ofrecidos ambos modelos, el mecánico y el eléctrico. Su exterior es similar a las máquinas del modelo M. El modelo 3D11 sucede al modelo M y el modelo eléctrico 992 al modelo K. El cambio importante en el aspecto externo del 3D11 y del 992 es que las teclas tienen dos tonos de verde con una profundidad más completa, casi el doble de la profundidad del estilo original, haciendo fácil la identificación. También se trasladó la tecla de desbloqueo (roja), de la esquina superior derecha del teclado, hacia el centro, y justo debajo de la tecla “uno”, por lo que podría ser el pulgar el operador. En el modelo eléctrico K, el motor se enciende con un interruptor y corre continuamente durante el uso del modelo. El 992 tenía un micro interruptor que arrancaba el motor en el inicio de cualquier pulsación de una tecla y se apagaba después de la acción. Esto reducía el desgaste del motor a casi nulo.
Las novedades más importantes de los diseños de esta época provenían de la empresa Sumlock Comptometer Ltd, que introdujo las primeras calculadoras de escritorio, totalmente electrónicas, casi dos años antes que la competencia. Su ANITA Mark VII, fue presentado por primera vez en 1961 y comercializado en Europa continental y el ANITA Mark VIII, un diseño ligeramente mejorado, fue introducido al mismo tiempo que se comercializaba en Gran Bretaña y el resto del mundo. En ambos lugares empezó su distribución en 1962.
La última máquina ANITA, con un teclado Comptometer, fue la ANITA mk 10, introducida en 1965. Sigue teniendo el uso de tubos de conexión de cátodo frío y que será reemplazado en 1968 por el ANITA mk 11, una máquina clave 10.